# Fasciculus Medicinae

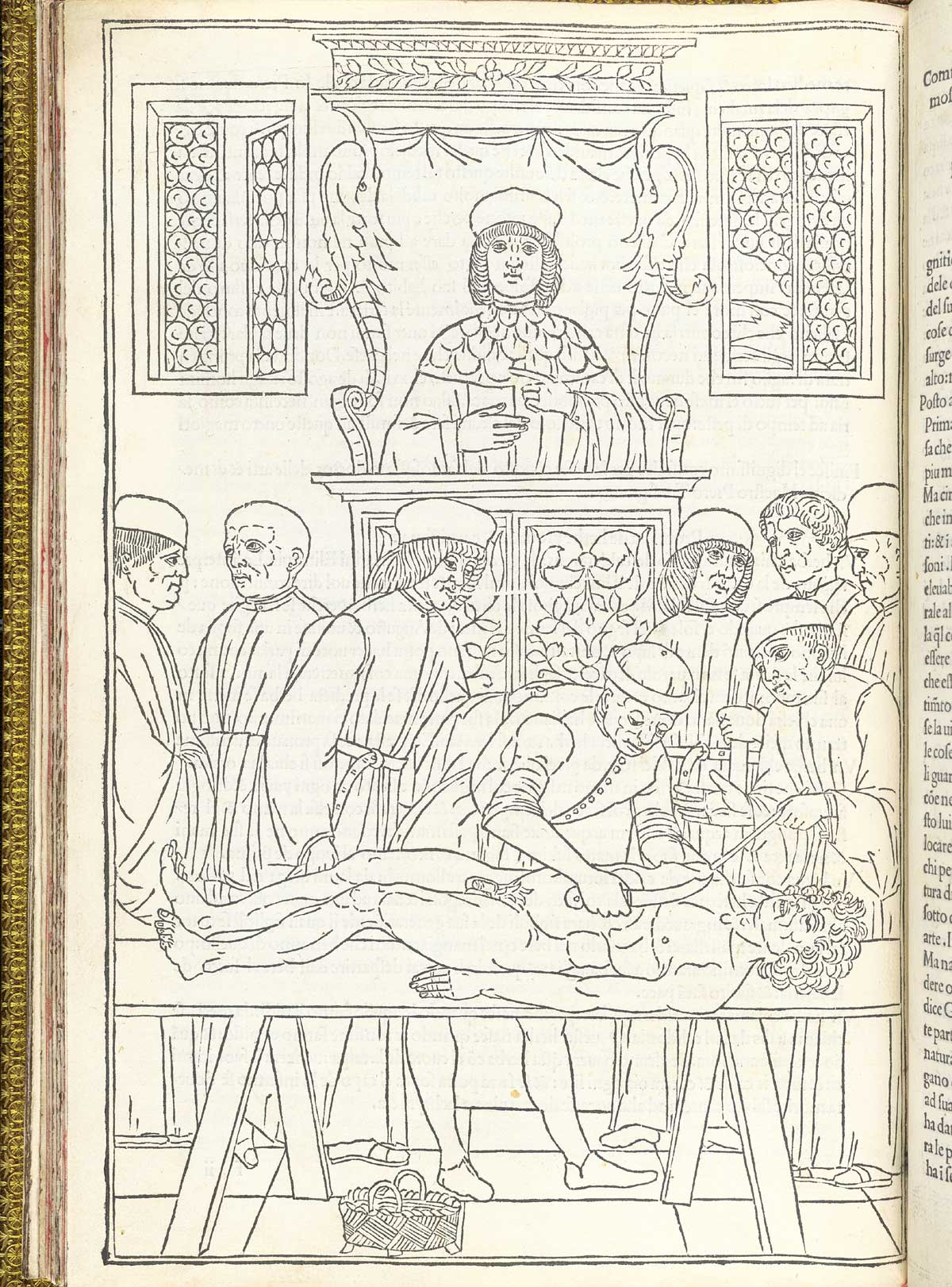
Escena de una disección anatómica de Fasciculus Medicinae (Venecia, 1495).

Fasciculus Medicinae es un conjunto de seis tratados médicos medievales que son independientes y muy diferentes entre sí. La colección, de la cual existían solo dos manuscritos, fue impresa por vez primera en latín en 1491 y sería reeditada numerosas veces en los siguientes veinticinco años. Johannes de Ketham, el médico alemán habitualmente asociado con el Fasciculus, no fue el autor, ni siquiera el compilador original, sino simplemente el dueño de uno de los manuscritos.

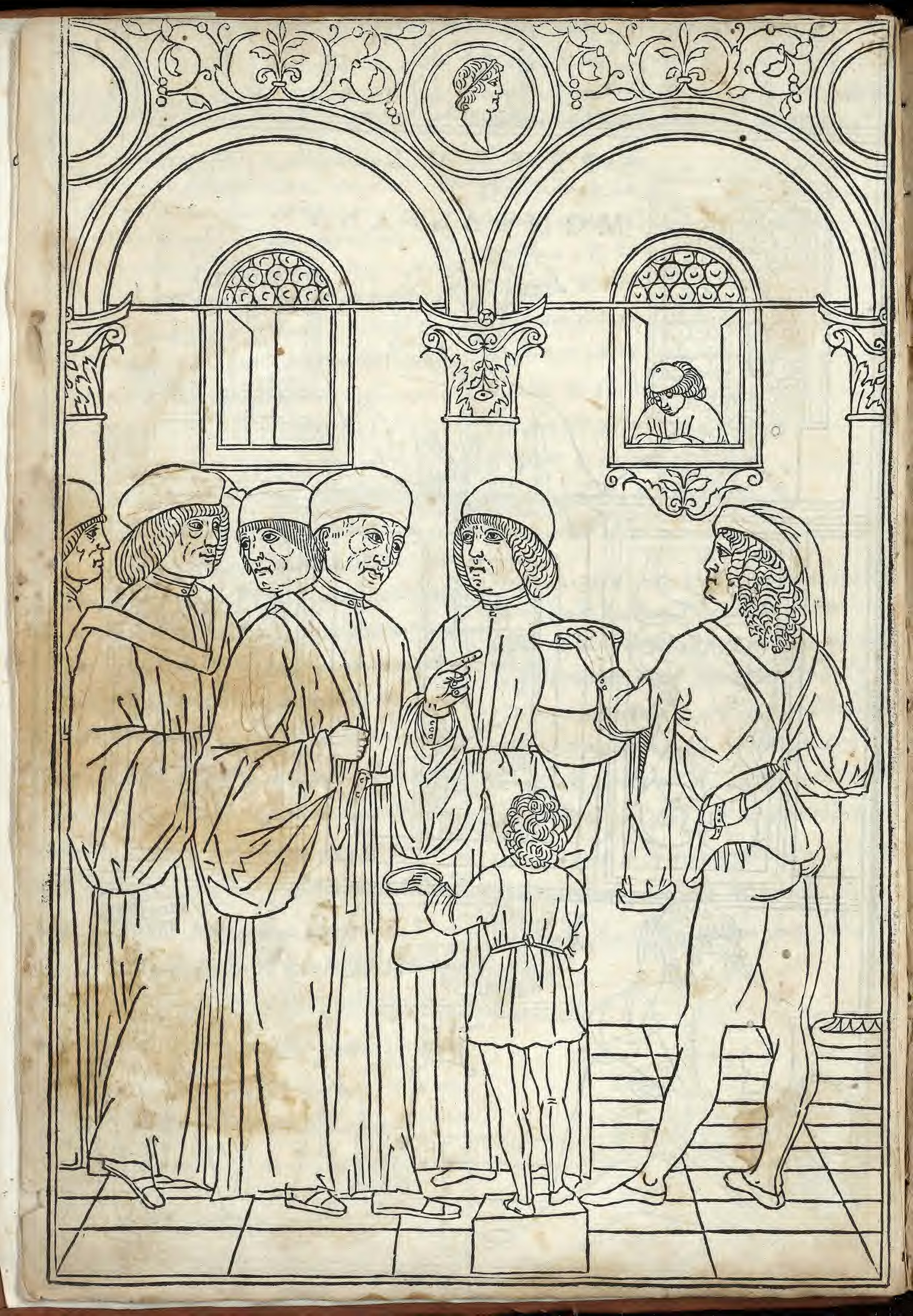
Fasciculus Medicinae

Los temas de los tratados cubren un amplio espectro de técnicas y conocimientos médicos europeos medievales, incluyendo uroscopia, astrología, sangrías, tratamiento de heridas, plagas, disección anatómica y salud de la mujer. El libro es notable por ser la primera obra médica ilustrada en ser impresa; entre las ilustraciones destacan un gráfico de la orina, un diagrama de las venas para flebotomía, una mujer embarazada, un hombre herido, un hombre enfermo y un hombre del zodiaco. Apareció escrita en italiano bajo el título Fasiculo de Medicina en 1945.
Las diez ilustraciones a página completa realizadas por medio de xilografía influenciaron a los artistas por mucho tiempo, incluso hasta 1751, cuando la última de Las cuatro etapas de la crueldad de William Hogarth parece tomada de la escena de la disección.